# Gymnocalycium horstii
Gymnocalycium horstii är en kaktusväxtart som beskrevs av Albert Frederik Hendrik Buining. Gymnocalycium horstii ingår i släktet Gymnocalycium och familjen kaktusväxter.

## Underarter
Arten delas in i följande underarter:
- G. h. buenekeri
- G. h. horstii

## Bildgalleri

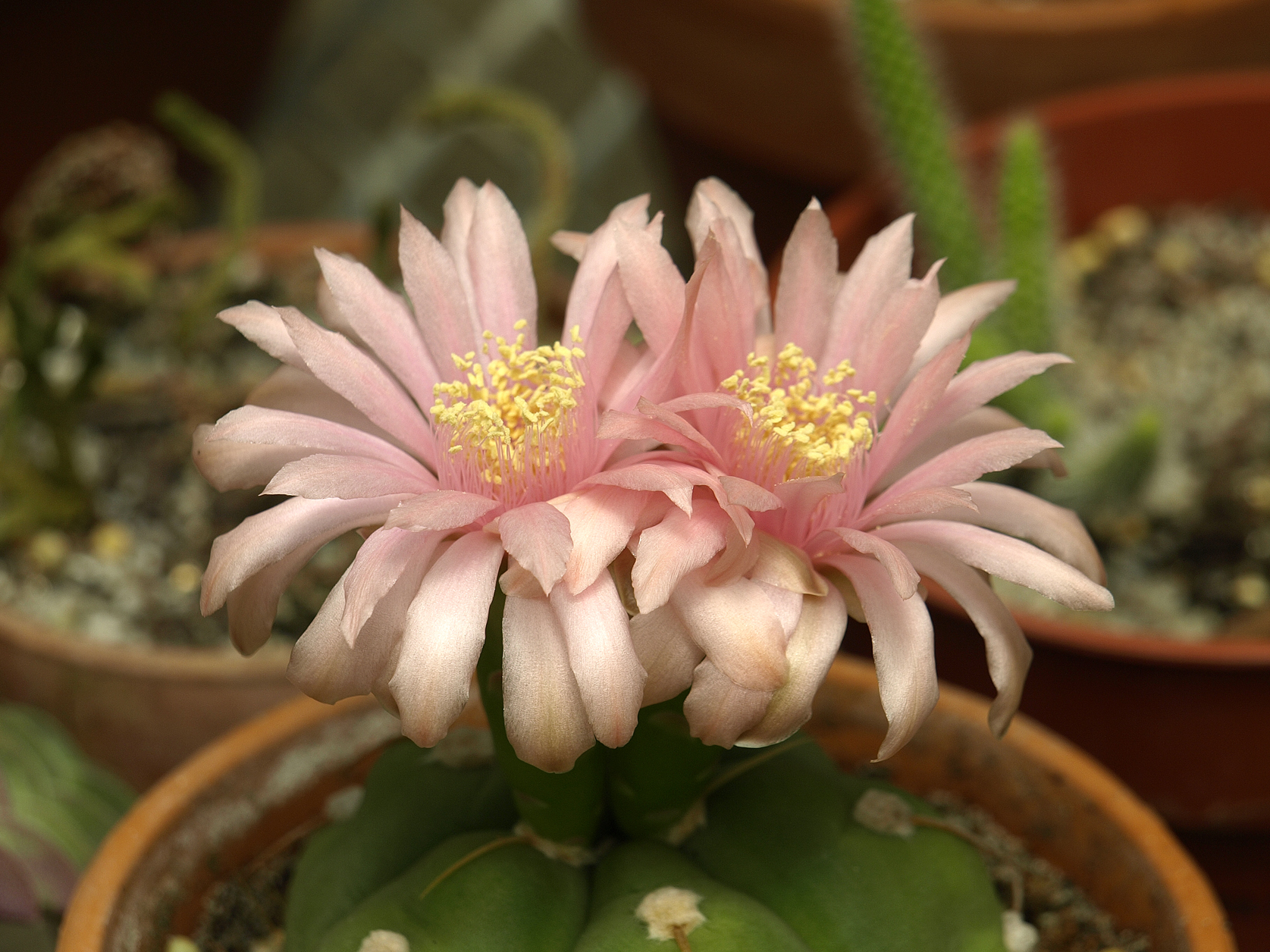
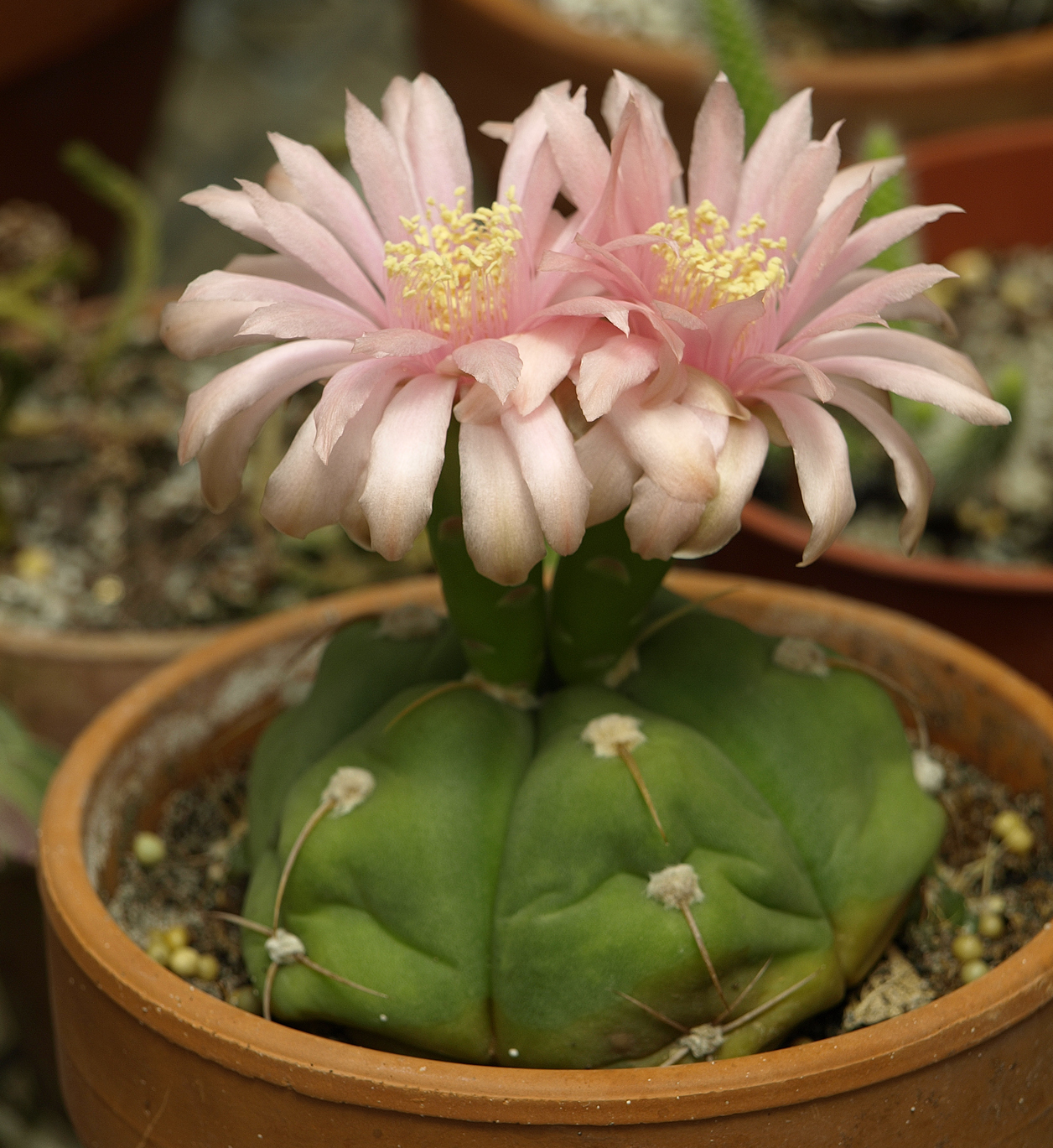
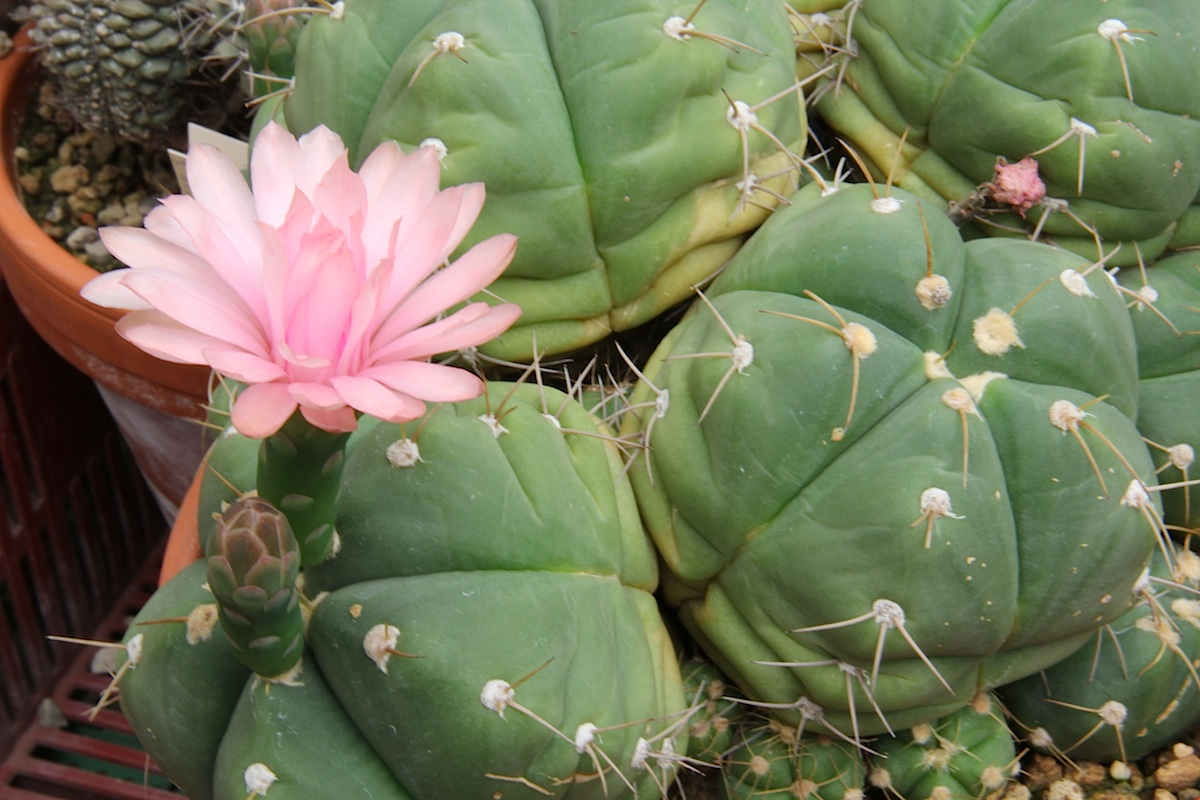
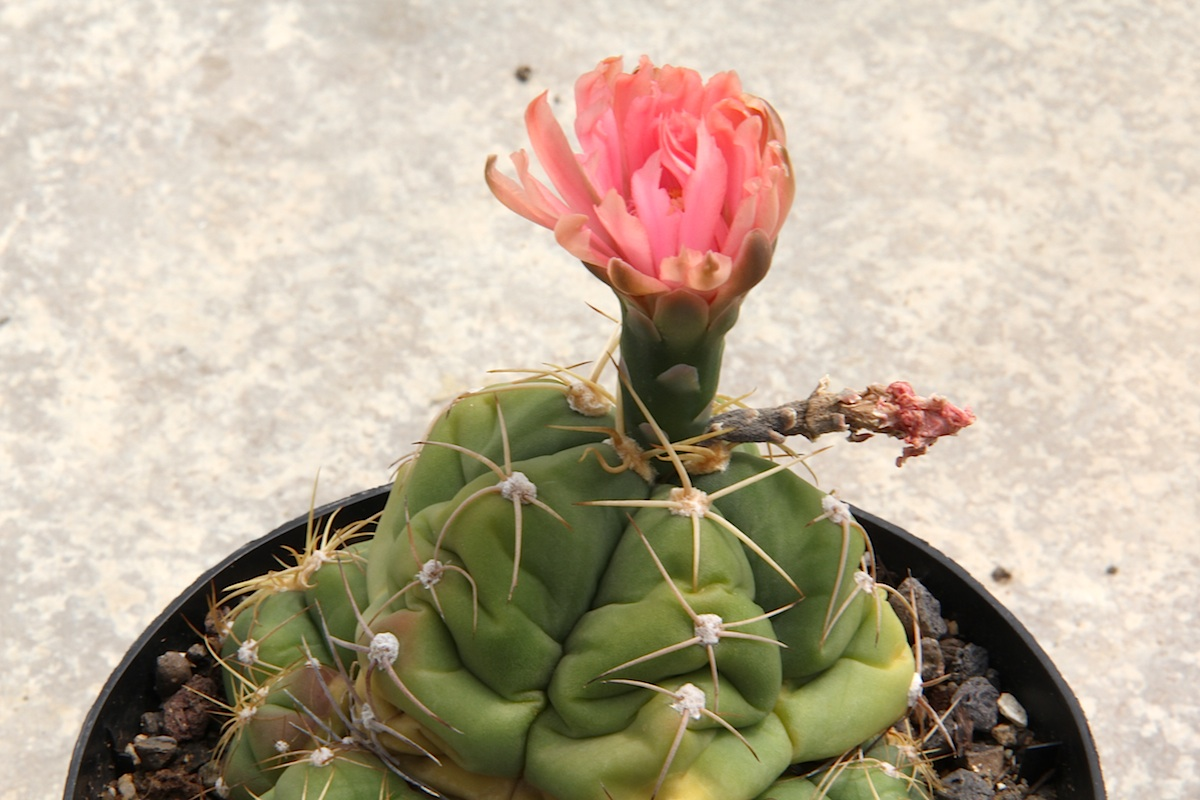
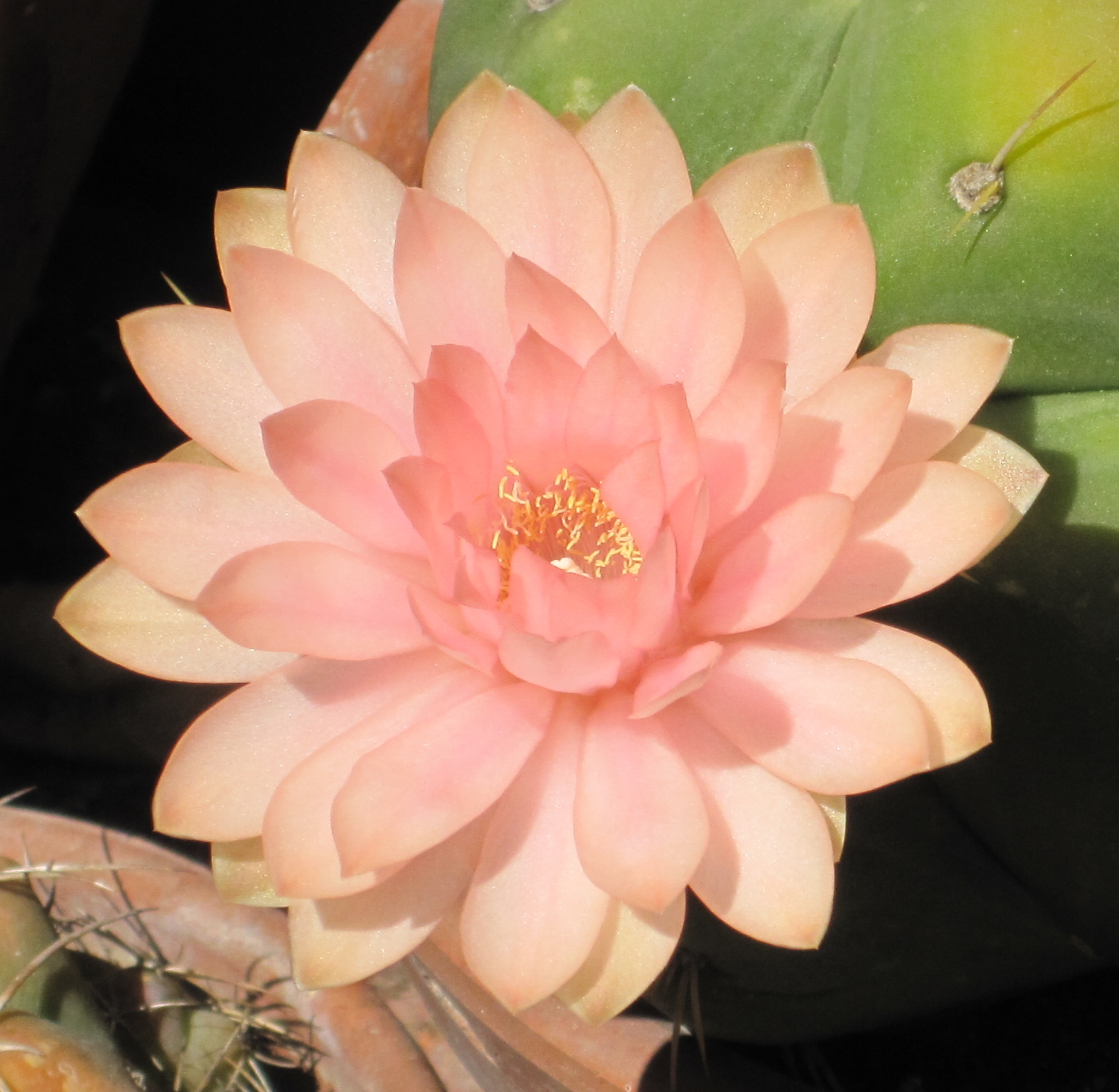
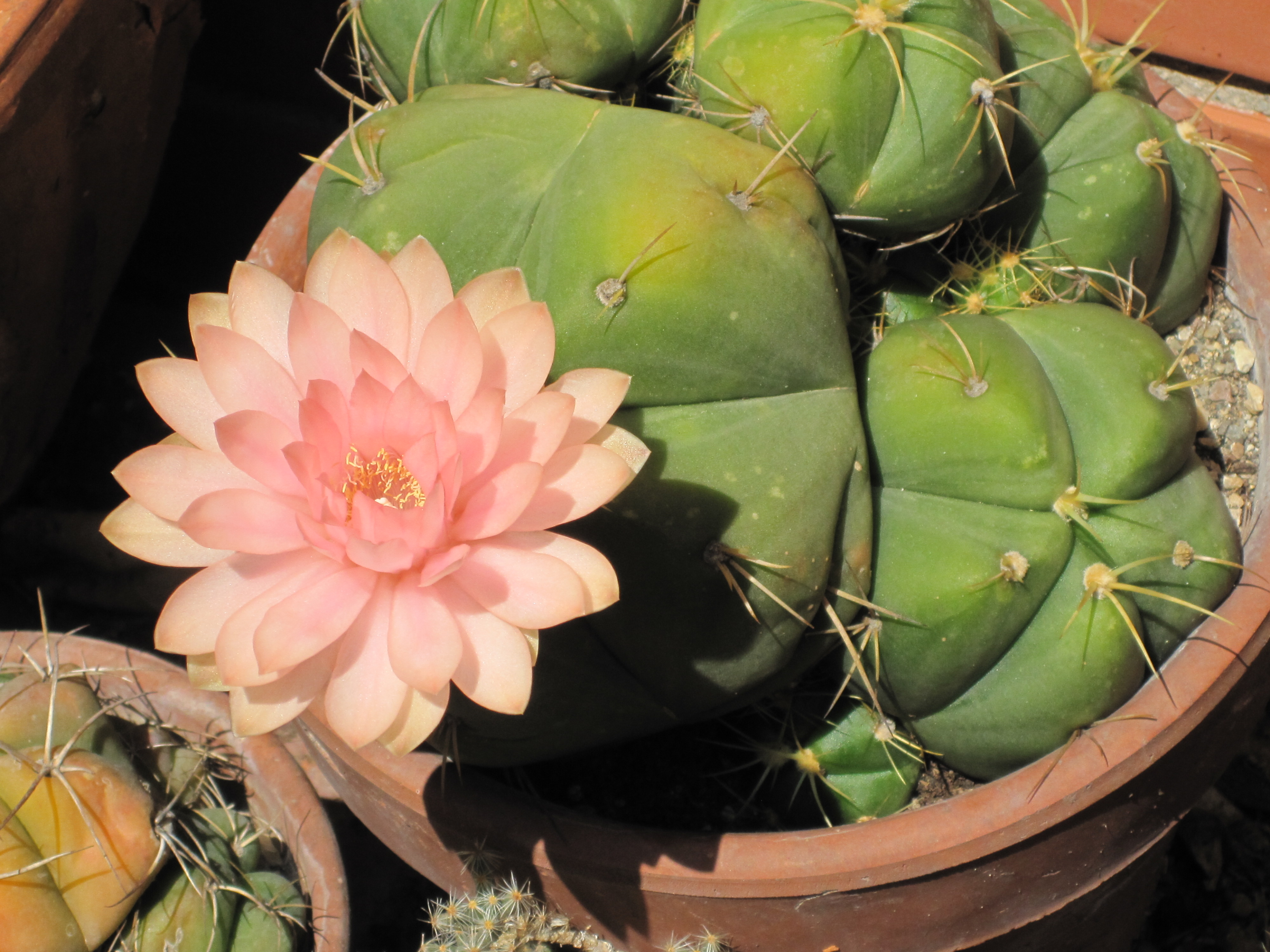